# Glendenning, New South Wales
Glendenning este o suburbie în Sydney, Australia.